# 애버콘위 (영국 의회 선거구)
애버콘위 (Aberconwy)는 웨일스 북부에 위치한 영국 의회의 옛 선거구이다. 2019년부터 보수당의 로빈 밀러가 지역구 의원을 맡고 있다.
2010년 영국 총선에서 웨일스 구획위원회의 권고로 신설되었으며, 기존의 콘위 지역구를 계승한다. 2007년부터 웨일스 의회에서 애버콘위라는 동명의 지역구가 설치되었다.
웨일스 구획위원회가 실시한 2023년 웨스트민스터 선거구 정기심의 결과 폐지 대상으로 올라, 2024년 영국 총선부터 뱅거애버콘위 선거구로 대체되었다.

## 역사
2010년 총선에서 기존의 콘위 지역구에 기반하여 신설된 지역구다. 흘란디드노시, 콘위시를 중심으로 콘위계곡을 따라 데가뉘, 펜린베이 등의 교외 지역도 포괄한다. 옛 콘위 지역구로 함께 묶여 있었던 뱅고어시는 아번 지역구로 편입됐다.
애버콘위 (Aberconwy)라는 이름은 옛 콘위 선거구는 물론 동명의 주자치구, 시의회, 선거지역이 존재하기 때문에 혼동을 피하기 위해 만들어졌다. 그 경계가 1996년 폐지된 애버콘위구와 완벽히 맞아 떨어지기 때문에 새로운 지역구 명칭으로 자연스레 쓰일 수 있었다는 추측이다.

## 지역 정보
옛 콘위 지역구의 노동당 지지기반이었던 뱅고어시가 아번 지역구로 빠져나가면서, 보수당 표심이 강한 흘란디드노시와 콘위시만이 남게 되었다. 지역구 자체는 웨일스어를 쓰는 농촌 지역, 영어를 쓰는 해안가 마을지역, 부유한 교외지역, 비교적 가난한 지역 등 다양한 동네가 섞여 있다. 같은 흘란더드노라도 흘란더드노시의 바닷가 쪽 휴양지와 흘란더드노정션 쪽 산업지대로 갈린다.
애버콘위 지역구가 인근의 또다른 콘위 주자치구 지역구인 클루이드웨스트와 비슷한 사회분포를 보이면서 투표 성향도 비슷할 것이라는 분석이 있다.

## 구획
애버콘위 지역구의 관할지역은 다음과 같다.
- 콘위 주자치구 베투서코이드, 브린, 카이르힌, 카펠릴로, 크루스트, 콘위, 크라이그어돈, 데가뉘, 에글뤼스바흐, 고가르스, 고웨르, 흘란산프라이드글란콘위, 마를, 모스틴, 판디, 판터라번/펜마이난, 펜린, 펜사른, 트레브리우, 티드노, 위흐콘위

## 역대 국회의원
| 선거 | 선거   | 의원      | 정당   | 비고 |
| ---- | ------ | --------- | ------ | ---- |
|      | 2010년 | 거토 베브 | 보수당 |      |
|      | 2019년 | 거토 베브 | 무소속 |      |
|      | 2019년 | 로빈 밀러 | 보수당 |      |

## 선거

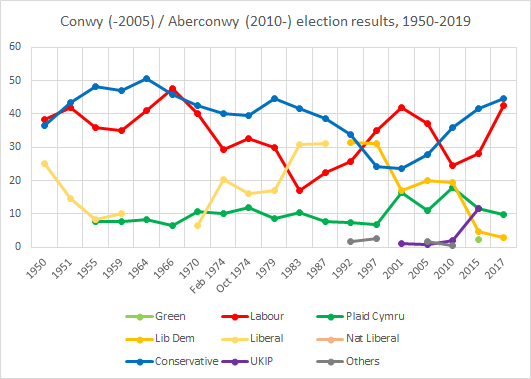
1950년 이래 역대 선거 결과

### 2010년대
| 선거                                                       | 선거 결과 | 선거 결과                                            | 후보                | 후보        | 정당   | 득표   | %     | ±%   |
| ---------------------------------------------------------- | --------- | ---------------------------------------------------- | ------------------- | ----------- | ------ | ------ | ----- | ---- |
| 2019년 총선 유권자수: 44,699 투표수: 31,865 (71.3%) (+0.3) |           | 보수당 유지 과반 득표: 2,034 (6.4%) +4.4 +2.2% 선회  |                     | 로빈 밀러   | 보수당 | 14,687 | 46.1  | +1.5 |
| 2019년 총선 유권자수: 44,699 투표수: 31,865 (71.3%) (+0.3) |           | 보수당 유지 과반 득표: 2,034 (6.4%) +4.4 +2.2% 선회  | 에밀리 오웬         | 노동당      | 12,653 | 39.7   | −2.9  |      |
| 2019년 총선 유권자수: 44,699 투표수: 31,865 (71.3%) (+0.3) |           | 보수당 유지 과반 득표: 2,034 (6.4%) +4.4 +2.2% 선회  | 리사 구디어         | 웨일스당    | 2,704  | 8.5    | −1.4  |      |
| 2019년 총선 유권자수: 44,699 투표수: 31,865 (71.3%) (+0.3) |           | 보수당 유지 과반 득표: 2,034 (6.4%) +4.4 +2.2% 선회  | 제이슨 에드워즈     | 자유민주당  | 1,821  | 5.7    | +2.8  |      |
| 2017년 총선 유권자수: 45,251 투표수: 32,150 (71.0%) (+4.8) |           | 보수당 유지 과반 득표: 635 (2.0%) −11.3 -5.7% 선회   |                     | 거토 베브   | 보수당 | 14,337 | 44.6  | +3.1 |
| 2017년 총선 유권자수: 45,251 투표수: 32,150 (71.0%) (+4.8) |           | 보수당 유지 과반 득표: 635 (2.0%) −11.3 -5.7% 선회   | 에밀리 오웬         | 노동당      | 13,702 | 42.6   | +14.4 |      |
| 2017년 총선 유권자수: 45,251 투표수: 32,150 (71.0%) (+4.8) |           | 보수당 유지 과반 득표: 635 (2.0%) −11.3 -5.7% 선회   | 윈 엘리스 존스      | 웨일스당    | 3,170  | 9.9    | −1.8  |      |
| 2017년 총선 유권자수: 45,251 투표수: 32,150 (71.0%) (+4.8) |           | 보수당 유지 과반 득표: 635 (2.0%) −11.3 -5.7% 선회   | 새라 레스터버지스   | 자유민주당  | 941    | 2.9    | −1.7  |      |
| 2015년 총선 유권자수: 45,525 투표수: 30,148 (66.2%) (−1.0) |           | 보수당 유지 과반 득표: 3,999 (13.3%) +2.0 +1.0% 선회 |                     | 거토 베브   | 보수당 | 12,513 | 41.5  | +5.7 |
| 2015년 총선 유권자수: 45,525 투표수: 30,148 (66.2%) (−1.0) |           | 보수당 유지 과반 득표: 3,999 (13.3%) +2.0 +1.0% 선회 | 메리 윔베리         | 노동당      | 8,514  | 28.2   | +3.7  |      |
| 2015년 총선 유권자수: 45,525 투표수: 30,148 (66.2%) (−1.0) |           | 보수당 유지 과반 득표: 3,999 (13.3%) +2.0 +1.0% 선회 | 다비드 메이리그     | 웨일스당    | 3,536  | 11.7   | −6.1  |      |
| 2015년 총선 유권자수: 45,525 투표수: 30,148 (66.2%) (−1.0) |           | 보수당 유지 과반 득표: 3,999 (13.3%) +2.0 +1.0% 선회 | 앤드루 헤이그       | 영국 독립당 | 3,467  | 11.5   | +9.4  |      |
| 2015년 총선 유권자수: 45,525 투표수: 30,148 (66.2%) (−1.0) |           | 보수당 유지 과반 득표: 3,999 (13.3%) +2.0 +1.0% 선회 | 빅터 바부           | 자유민주당  | 1,391  | 4.6    | −14.7 |      |
| 2015년 총선 유권자수: 45,525 투표수: 30,148 (66.2%) (−1.0) |           | 보수당 유지 과반 득표: 3,999 (13.3%) +2.0 +1.0% 선회 | 페트라 헤이그       | 녹색당      | 727    | 2.4    |       |      |
| 2010년 총선 유권자수: 44,593 투표수: 29,966 (67.2%)        |           | 보수당 승리 과반 득표: 3,398 (11.3%)                 |                     | 거토 베브   | 보수당 | 10,734 | 35.8  |      |
| 2010년 총선 유권자수: 44,593 투표수: 29,966 (67.2%)        |           | 보수당 승리 과반 득표: 3,398 (11.3%)                 | 로니 휴즈           | 노동당      | 7,336  | 24.5   |       |      |
| 2010년 총선 유권자수: 44,593 투표수: 29,966 (67.2%)        |           | 보수당 승리 과반 득표: 3,398 (11.3%)                 | 마이크 프라이스틀리 | 자유민주당  | 5,786  | 19.3   |       |      |
| 2010년 총선 유권자수: 44,593 투표수: 29,966 (67.2%)        |           | 보수당 승리 과반 득표: 3,398 (11.3%)                 | 필 에드워즈         | 웨일스당    | 5,341  | 17.8   |       |      |
| 2010년 총선 유권자수: 44,593 투표수: 29,966 (67.2%)        |           | 보수당 승리 과반 득표: 3,398 (11.3%)                 | 마이크 비테슈카     | 영국 독립당 | 632    | 2.1    |       |      |
| 2010년 총선 유권자수: 44,593 투표수: 29,966 (67.2%)        |           | 보수당 승리 과반 득표: 3,398 (11.3%)                 | 루이즈 윈 존스      | 기독당      | 137    | 0.5    |       |      |

## 같이 보기
- 웨일스의 영국 의회 선거구

### 참조주
1. ↑  “Electoral rolls by Welsh Assembly constituency areas and electoral regions”. 《2019 Electorate Figures》. StatsWales. 2018년 12월 1일. 2019년 10월 8일에 원본 문서에서 보존된 문서. 2019년 10월 8일에 확인함.
2. ↑  《2023 Review of Parliamentary Constituencies - The 2023 Review of Parliamentary Constituencies in Wales》 (PDF). Boundary Commission for Wales. 2023년 6월 28일.
3. ↑  레이그 레이먼트의 연도별 국회의원 목록 (Leigh Rayment's Historical List of MPs) –  'N'로 시작하는 선거구 - part 2
4. ↑  “Election-Results/General-Election-2019”. 《Conwy Council》. Conwy Council. 2022년 1월 1일에 원본 문서에서 보존된 문서. 2019년 12월 24일에 확인함.
5. ↑  “Aberconwy Parliamentary constituency”. 《Election 2019 Results》. BBC. 2019년 12월 24일에 확인함.
6. ↑  “Election-Results/General-Election-2017”. 《Conwy Council》. Conwy Council. 2022년 1월 1일에 원본 문서에서 보존된 문서. 2019년 12월 24일에 확인함.
7. ↑  “Aberconwy Parliamentary constituency”. 《Election 2017 Results》. BBC. 2017년 6월 8일에 확인함.
8. ↑  “Election-Results/General-Election-2015”. 《Conwy Council》. Conwy Council. 2022년 1월 1일에 원본 문서에서 보존된 문서. 2019년 12월 24일에 확인함.
9. ↑  “Aberconwy Parliamentary constituency”. Election 2015. 《BBC News》. 2015년 5월 5일에 확인함.
10. ↑  “Election Data 2010”. Electoral Calculus. 2013년 7월 26일에 원본 문서에서 보존된 문서. 2015년 10월 17일에 확인함.
11. ↑  “Election results for Aberconwy”. 《Conwy Council》. Conwy Council. 2022년 1월 1일에 원본 문서에서 보존된 문서. 2019년 12월 24일에 확인함.
12. ↑  “BBC News -Election 2010-Constituency-Aberconwy”. 2020년 1월 13일에 확인함.